# هكتور بورتون
هكتور بورتون (بالإنجليزية: Hector Burton)‏ هو رسام أسترالي، ولد في 1938، وتوفي في 27 فبراير 2017 في Pukatja, South Australia ‏ في أستراليا.